# El aguajal
"El aguajal" es la primera canción del disco Las desventuras de Cruks en Karnak del 2003 de la banda de rock y fusión ecuatoriana Cruks en Karnak.

## Antecedentes y significado
La letra de la canción se refiere a un hito musical de El 'Aguajal' y el 'papayal' mencionados en la canción son elementos de la naturaleza que simbolizan el entorno del narrador, un lugar que guarda sus tormentos y sufrimientos. Estos paisajes naturales se convierten en testigos silenciosos de su dolor, reflejando la soledad y el aislamiento que siente.
La canción en si es una mezcla de sonidos africanos y tropicales, (al igual que las demás canciones del disco) y que junto a una guitarra que muestra unas líneas nítidas de cuerdas de nylon y la mezcla de voces forma un estilo único difícilmente apreciable en otros ejemplos.
La canción fue un éxito en el año 2003 llegando a estar en el primer lugar de las listas de éxitos de las radios ecuatorianas, es la más popular del disco y de la agrupación.

## Nominaciones
| Año  | Publicación | País | Lista                                 | Puesto |
| ---- | ----------- | ---- | ------------------------------------- | ------ |
| 2006 | Alborde     | EUA  | 500 canciones del Rock Iberoamericano | 436°   |